# Ainava
Ainava ist das größte (nach Mitarbeiterzahl) Reinigungsunternehmen in Litauen mit Sitz in Pašilaičiai (Laisvės prospektas 121). Es beschäftigt 1.027 Mitarbeiter (Dezember 2017). Zu den Leistungen gehören die tägliche Reinigung der Räumlichkeiten, spezielle Reinigungsarbeiten, Territorialpflege, das Anbieten von Hygieneartikeln (E-Shop), organische Dampfreinigung und Autowaschsalonen.

## Geschichte
1997 wurde das Unternehmen UAB Ainava registriert. Seit 2007 bietet es seine Leistungen auch in der zweitgrößten litauischen Stadt Kaunas an, wo eine Unternehmensfiliale errichtet wurde. 2016 plante man Investitionen von 20 Mio. Euro in die Auto-Waschanlagen.